# Oligomerus cylindricus
Oligomerus cylindricus är en skalbaggsart som beskrevs av White 1976. Oligomerus cylindricus ingår i släktet Oligomerus och familjen trägnagare. Inga underarter finns listade i Catalogue of Life.